# Сант-Альфио
Сант-Альфио (итал. Sant'Alfio) — коммуна в Италии, располагается в регионе Сицилия, в провинции Катания.
Население составляет 1664 человека (2008 г.), плотность населения составляет 72 чел./км². Занимает площадь 23 км². Почтовый индекс — 95010. Телефонный код — 095.
Покровителями коммуны почитаются святые Альфий, Филадельф и Кирин, празднование в первое воскресение мая.

## Демография
Динамика населения:

## Администрация коммуны
- Официальный сайт: https://web.archive.org/web/20060823094816/http://www.comune.sant-alfio.ct.it/